# Ruta Estatal de California 275
La Ruta Estatal de California 275, abreviada SR 275 (en inglés: California State Route 275) es una carretera estatal estadounidense ubicada en el estado de California. La carretera está dividida en dos segmentos, el primero inicia en el Oeste, en la BL 80  , US 50   en West Sacramento continuando hasta el Este en la Garden Street en West Sacramento, luego la vía es dividida y continúa en el segundo segmento hacia el Oeste en la 3.ª Calle en West Sacramento hasta finalizar al Este en la Neasham Circle en Sacramento. La carretera tiene una longitud de 3,3 km (2.074 mi).

## Mantenimiento
Al igual que las autopistas interestatales, y las rutas federales y el resto de carreteras estatales, la Ruta Estatal de California 275 es administrada y mantenida por el Departamento de Transporte de California por sus siglas en inglés Caltrans.